# Rivière Iserhoff
Rivière Iserhoff är ett vattendrag i Kanada.   Det ligger i provinsen Québec, i den östra delen av landet, 500 km norr om huvudstaden Ottawa. Rivière Iserhoff ligger vid sjön Lac Waswanipi.
I omgivningarna runt Rivière Iserhoff växer i huvudsak blandskog. Trakten runt Rivière Iserhoff är nära nog obefolkad, med mindre än två invånare per kvadratkilometer.